# Jane Levy
Jane Colburn Levy (ur. 29 grudnia 1989 w Los Angeles) – amerykańska aktorka.

## Życiorys
Jane Colburn Levy urodziła się 29 grudnia 1989 roku w Los Angeles, jej ojciec jest Żydem, matka pochodzenia angielsko-szkocko-irlandzkiego. Dorastała w hrabstwie Marin w północnej Kalifornii. W wieku 7 lat wystąpiła w musicalu „Oklahoma”. Rzuciła aktorstwo w wieku 13 i zaczęła grać w piłkę nożną. Przez rok uczęszczała do Goucher College w Baltimore, po czym przeniosła się do Stella Adler Studio of Acting.

## Życie prywatne
Od 2011 roku jej mężem był Jaime Freitas. W kwietniu 2013 roku Levy złożyła pozew o rozwód po 18 miesiącach separacji.

## Filmografia

### Filmy[2]
- 2012 Nobody Walks jako Caroline
- 2012 Fun Size. Szalone Halloween  (Fun Size) jako April
- 2013 Martwe zło (Evil Dead) jako Mia
- 2014 Bang Bang Baby jako Stepphy
- 2014 In a Dark Place
- 2014 About Alex jako Kate
- 2015 Frank and Cindy jako Kate
- 2016 Monster Trucks jako Meredith
- 2016 Nie oddychaj jako Rocky
- 2017 I Don’t Feel at Home in This World Anymore jako Dez
- 2018 Office Uprising jako Samantha
- 2018 The Pretenders jako Catherine

### Seriale[2]
- 2011 Shameless – Niepokorni (Shameless) jako Mandy Milkovich (gościnnie)
- 2011−2014 Podmiejski czyściec (Suburgatory) jako Tessa Altman
- 2017 There’s... Johnny! jako Joy Greenfield
- 2018 Castle Rock jako Jackie
- 2019 What/If jako Lisa Donovan
- od 2020 Zoey’s Extraordinary Playlist jako Zoey